# 트레스패스 (2011년 영화)
《트레스패스》(영어: Trespass)는 미국에서 제작된 조엘 슈매커 감독의 2011년 범죄 스릴러 영화이다. 니컬러스 케이지, 니콜 키드먼, 벤 멘덜슨, 캠 지간데이, 리아나 리버라토, 조대나 스피로, 대시 마이혹, 에밀리 미드, 니코 토터렐라 등이 출연하였고, 러네이 베산 등이 제작에 참여하였다. 이 영화는 조엘 슈매커가 연출한 마지막 작품이다.
2011년 9월 14일 제36회 토론토 국제 영화제에서 전 세계 최초로 상영되었으며, 10월 14일 미국에서 밀레니엄 엔터테인먼트를 통해 제한 상영으로 개봉하는 한편 주문형 비디오로 나왔다.

## 줄거리
다이아몬드 중개인 카일, 아내 세라, 딸 에이버리가 사는 슈리브포트 저택에 경찰로 위장한 강도단이 침입한다.

## 출연진
- 니컬러스 케이지 - 카일 밀러 역
- 니콜 키드먼 - 세라 밀러 역
- 벤 멘덜슨 - 일라이어스 역
- 캠 지간데이 - 조나 역
- 리아나 리버라토 - 에이버리 밀러 역
  - 그레이시 위턴 - 어린 에이버리 역
- 조대나 스피로 - 페틀 역
- 대시 마이혹 - 타이 역
- 에밀리 미드 - 켄드라 역
- 니코 토터렐라 - 제이크 역
- 테리 마일럼 - 트래비스 역
- 데이브 멀도나도 - 경비원 역

## 기타 제작진
- 총괄 제작: 보아즈 다비드손, 대니 딤보트, 아비 러너, 트레버 쇼트
- 공동 제작: 매슈 F. 리어네티 주니어
- 배역: 제시카 켈리, 수잰 크롤리
- 미술: 네이선 애먼드슨
- 세트: 크리스틴 빅슬러
- 의상: 주디아나 머코프스키